# Pipit de Sibérie
Anthus japonicus
Espèce
Statut de conservation UICN

 LC  : Préoccupation mineure
Le Pipit de Sibérie (Anthus japonicus) est une espèce de passereaux de la famille des Motacillidae. Il a été séparé du Pipit d'Amérique (Anthus rubescens) par l'Union internationale des ornithologues en août 2024 lors de la mise à jour 14.2 de sa taxonomie de référence.

## Répartition

Carte de répartition
Aire de nidification
Voie migratoire
Aire d'hivernage

## Systématique
Le nom valide complet (avec auteur) de ce taxon est Anthus japonicus Temminck & Schlegel, 1847.
Ce taxon porte en français le nom vernaculaire ou normalisé suivant : Pipit de Sibérie.

## Publication originale
- (en) Temminck et Schlegel, Fauna japonica, t. 4, Leyde, Philipp Franz von Siebold, 1847, 133 p. (lire en ligne).